# Batdance
Batdance è un singolo del cantautore statunitense Prince, pubblicato nel 1989 ed estratto dall'album Batman, colonna sonora dell'omonimo film.

## Il video
Il videoclip del brano è stato diretto da Albert Magnoli e contiene una coreografia di Paula Abdul e Barry Lather. Sono presenti Batman, Joker e Vicki Vale.

## Tracce
7"
1. Batdance (edit) - 4:06
2. 200 Balloons - 5:05

## Classifiche

### Classifiche settimanali
| Classifica (1989)              | Posizione massima |
| ------------------------------ | ----------------- |
| Australia                      | 2                 |
| Austria                        | 17                |
| Belgio (Fiandre)               | 5                 |
| Canada                         | 1                 |
| Danimarca                      | 3                 |
| Europa                         | 1                 |
| Francia                        | 5                 |
| Germania                       | 10                |
| Irlanda                        | 2                 |
| Italia                         | 2                 |
| Norvegia                       | 1                 |
| Nuova Zelanda                  | 1                 |
| Paesi Bassi                    | 4                 |
| Regno Unito                    | 2                 |
| Stati Uniti                    | 1                 |
| Stati Uniti (dance club)       | 1                 |
| Stati Uniti (dance/electronic) | 1                 |
| Stati Uniti (R&B)              | 1                 |
| Svezia                         | 5                 |
| Svizzera                       | 1                 |

### Classifiche di fine anno
| Classifica (1989) | Posizione |
| ----------------- | --------- |
| Australia         | 19        |
| Belgio (Fiandre)  | 57        |
| Canada            | 17        |
| Germania          | 49        |
| Italia            | 4         |
| Nuova Zelanda     | 4         |
| Paesi Bassi       | 42        |
| Stati Uniti       | 44        |
| Svizzera          | 10        |